# Clase Murakumo
La Clase Murakumo (叢雲型駆逐艦 Murakumogata kuchikukan?) fue una clase naval de cazatorpederos (TBD) de la Armada Imperial Japonesa. También es conocida como la clase Shinonome (東雲駆逐艦 Shinonomegata kuchikukan?).

## Contexto
Durante el transcurso de la Primera guerra sino-japonesa, la Armada Imperial Japonesa supo darse de cuenta de la superioridad de pequeños y rápidos navíos equipados con torpedos frente a embarcaciones más lentas equipadas con artillería naval, más lenta de recargar y bastante imprecisa. La clase Murakumo fue la segunda generación de cazatorpederos de la Armada Imperial del Japón, aunque fueron adquiridos de manera simultánea que los cazatorpederos de la clase Ikazuchi. Cuatro fueron encargados dentro del presupuesto del año fiscal de 1896, y otras dos unidades en el presupuesto de 1897. Todos los navíos fueron encargados al astillero John I. Thornycroft & Company, en Chiswick, Inglaterra.

## Diseño
La clase Murakumo se basó en el diseño de los destructores Thorneycroft de dos chimeneas utilizados por la Royal Navy británica (conocidos desde 1913 como Clase D. Aunque ligeramente menores que la clase Ikazuchi, contaban con el mismo armamento.
Todos los navíos de la clase Murakumo eran de cubierta corrida con un distintivo castillo de proa en forma de caparazón de tortuga pensado para evacuar agua de la proa durante la navegación a alta velocidad, aunque pobremente diseñado para hacer frente a un fuerte oleaje o al mal tiempo. El puente y la plataforma de cañón delantero apenas sobresalían por encima de la proa, lo que provocaba frecuentes inundaciones en la torre. Más de la mitad del pequeño casco estaba ocupado por las calderas y la sala de máquinas. Con la carga de combustible y municiones a bordo, apenas había espacio para los alojamientos de la tripulación.
Todos estaban propulsados por motores de vapor de triple expansión de 5.800 CV con calderas acuotubulares a carbón. Estaba armado con un Cañón naval QF de 12 libras 12 cwt en el castillo de proa, cinco Hotchkiss QF de 6 libras (dos situados junto a la torre, dos situados entre las chimeneas y uno en el alcázar) y dos tubos lanzatorpedos de 18 pulgadas.

## Historial de servicio
Los seis cazatorpederos de la clase Murakumo llegaron a Japón a tiempo para ser usados durante la Guerra ruso-japonesa. Todos entraron en combate en la batalla del Mar Amarillo y en la crucial batalla final de Tsushima.
El 28 de agosto de 1912, los navíos de la clase Murakumo fueron reclasificados como destructores de tercera clase, por lo que fueron relegados del servicio en primera línea de combate. El Shinonome desapareció durante un tifón cerca de Taiwán en julio de 1913.
Los cinco buques supervivientes volvieron a entrar en combate tras el inicio de la Primera Guerra Mundial, durante la batalla de Tsingtao y en las operaciones posteriores para apoderarse de las posesiones coloniales alemanas en el Pacífico sur.
Tras finalizar el conflicto, el Murakumo y el Yugiri fueron desmilitarizados y utilizados como barcos depósito desde 1919, y reconvertidos en dragaminas auxiliares en 1920. El Shiranui, el Kagero y el Usugumo siguieron el mismo destino en 1923. A finales de 1925, todos los buques de la clase Murakumo fueron retirados del servicio y borrados del Registro Naval.

## Buques de ClaseMurakumo
| Kanji  | Nombre    | Astillero                 | Puesta en grada         | Botado                  | Asignado                | Destino |
| ------ | --------- | ------------------------- | ----------------------- | ----------------------- | ----------------------- | --- |
| 叢雲   | Murakumo  | Thornycroft, Chiswick, UK | 1 de octubre de 1897    | 16 de noviembre de 1898 | 29 de diciembre de 1898 | Buque depósito (01-04-1919), dragaminas auxiliar (01-07-1920); retirado el 1 de abril de 1922 y desfondado el 4 de junio de 1925. |
| 東雲   | Shinonome | Thornycroft, Chiswick, UK | 1 de octubre de 1897    | 14 de diciembre de 1898 | 1 de febrero de 1899    | hundido cerca de Taiwán el 23 de julio de 1913; borrado el 6 de agosto de 1913.                                                   |
| 夕霧   | Yugiri    | Thornycroft, Chiswick, UK | 1 de noviembre de 1897  | 26 de enero de 1899     | 10 de marzo de 1899     | Buque depósito (01-04-1919), dragaminas auxiliar (01-07-1920); borrado el 1 de abril de 1922.                                     |
| 不知火 | Shiranui  | Thornycroft, Chiswick, UK | 1 de enero de 1898      | 15 de marzo de 1899     | 13 de mayo de 1899      | dragaminas auxiliar (01-04-1922), retirado el 1 de agosto de 1923; borrado el 25 de febrero de 1925.                              |
| 陽炎   | Kagero    | Thornycroft, Chiswick, UK | 1 de agosto de 1898     | 23 de octubre de 1899   | 31 de octubre de 1899   | Retirado el 21 de abril de 1922; borrado el 25 de febrero de 1925.                                                                |
| 薄雲   | Usugumo   | Thornycroft, Chiswick, UK | 1 de septiembre de 1898 | 16 de enero de 1900     | 1 de febrero de 1900    | dragaminas auxiliar (01-04-1922), retirado el 1 de agosto de 1923; desfondado el 29 de abril de 1925.                             |